# Ponte de Vagos
Ponte de Vagos é uma povoação portuguesa do Município de Vagos que foi sede da extinta Freguesia de Ponte de Vagos, freguesia que tinha 6,22 km² de área e 1 790 habitantes (2011), e, por isso, uma densidade populacional de 287,8 hab/km². 
Em 2013, a Freguesia de Ponte de Vagos foi extinta (agregada) tendo o seu território passado a fazer parte da nova União das Freguesias de Ponte de Vagos e Santa Catarina.
Ponte de Vagos dista da sede do Município 11 km.

## História
Ponte de Vagos, no ano 1707 ficava nos limites do Covão do Lobo e outra parte pertencia a Freguesia de Vagos, mas tudo se denominava já por Ponte de Vagos. Após a criação da freguesia de Calvão, Ponte de Vagos passou a pertencer a esta freguesia, à qual esteve ligada durante muitos anos.
No dia 28 de Março de 1968 era promulgado no Diário do Governo, decreto-lei n.º 48 297 a criação da Freguesia de Ponte de Vagos.
Em 2013 as Freguesias de Ponte de Vagos e Santa Catarina deram origem à União de Freguesias de Ponte de Vagos e Santa Catarina.

## População
| 1970  | 1981  | 1991  | 2001  | 2011  |
| 1 277 | 1 180 | 1 467 | 1 706 | 1 790 |

Criada a 28 de Março de 1968 pelo decreto-lei n.º 48 297 com lugares desanexados da freguesia de Calvão
| Distribuição da População por Grupos Etários | Distribuição da População por Grupos Etários | Distribuição da População por Grupos Etários | Distribuição da População por Grupos Etários | Distribuição da População por Grupos Etários | Distribuição da População por Grupos Etários | Distribuição da População por Grupos Etários | Distribuição da População por Grupos Etários | Distribuição da População por Grupos Etários | Distribuição da População por Grupos Etários |
| -------------------------------------------- | -------------------------------------------- | -------------------------------------------- | -------------------------------------------- | -------------------------------------------- | -------------------------------------------- | -------------------------------------------- | -------------------------------------------- | -------------------------------------------- | -------------------------------------------- |
| Ano                                          | 0-14 Anos                                    | 15-24 Anos                                   | 25-64 Anos                                   | > 65 Anos                                    |                                              | 0-14 Anos                                    | 15-24 Anos                                   | 25-64 Anos                                   | > 65 Anos                                    |
| 2001                                         | 371                                          | 293                                          | 871                                          | 171                                          |                                              | 21,7%                                        | 17,2%                                        | 51,1%                                        | 10,0%                                        |
| 2011                                         | 291                                          | 248                                          | 982                                          | 269                                          |                                              | 16,3%                                        | 13,9%                                        | 54,9%                                        | 15,0%                                        |

## Lugares
Além da sede, a Freguesia Ponte de Vagos era constituída pelos seguintes lugares:
- Canto da Igreja
- Carvalhais
- Palhal
- Fontainhas
- Canto de baixo
- Vale - este último só mais tarde é que veio a ser anexado a esta freguesia (1985).

## Património
- Igreja de Santo André (matriz)

## Presidentes da Junta de Freguesia
- Armando dos Santos Neto
- Albino Simões Bento
- Angelino Domingues
- João Calisto dos Santos Faneca
- Manuel dos Santos Neto Novo
- David dos Santos Rosa
- Leonel Costa Novo
- Manuel Orlando Marques
- Silvério de Jesus Rua (actual)

## Párocos
- Padre Ivo Fernandes da Silva (1961-1967)
- Padre Pascoal (1967-1974)
- Padre Valdemar (1974-1975)
- Padre João Mónica (1975-2009)
- Padre Manuel Cartaxo (2009-2010)
- Padre José Arnaldo (2010-2013)
- Padre António Aparício  (2013-)

## Festas e romarias
- Festa em Honra da Nossa Senhora da Luz - Data de realização: a 8 de Setembro - Duração: quatro dias
- Festa da Pinha - Data de realização: Penúltimo fim de semana do mês de Julho - Duração: dois dias
- Festa do Emigrante - Data de realização: Fim de Semana mais próximo do dia 15 de Agosto - Duração: um dia
- Festa da Mangueira - Num Sábado entre Agosto e Setembro, festa onde se bebe sangria partir de um balde com uma mangueira.

## Breve história da paróquia
O lugar de Ponte de Vagos como pertencia a Calvão, foi desde cedo assistido religiosamente por padres da paróquia de Calvão, como: Padre Batista, Padre Marques e Padre Félix, grande obreiro da construção da paróquia de Ponte de Vagos.
O pedido da criação da paróquia, em 30 de Novembro 1961, foi assinado pelo Prior Capela. O bispo que aprovou que Ponte de Vagos fosse elevada a paróquia, era na altura o Bispo de Aveiro D. Domingues d'Apresentação. Desde que foi criada a paróquia até a chegada do Padre Ivo, quem assistiu religiosamente os pontevaguenses foi o Padre Mário Nunes.
O Padre Valdemar foi auxiliado, entre outros, por: Padre Fontes, Padre António Cruz e Padre Joaquim Martins
O pároco desta paróquia entre 1983 e 2009 foi Padre João Mónica Rocha.
O lugar do Vale foi anexado religiosamente à freguesia de Ponte de Vagos em 31 de Dezembro de 1976. Até então este lugar pertencia à paróquia do Covão do Lobo.
Em 1989 esta paróquia ficou mais rica com a vinda da Congregação das Filhas de Maria Auxiliadora mais conhecidas por Irmãs Salesianas. As primeiras a instalarem-se nesta paróquia foram Irmã Libânia, Irmã Teresa e Irmã Leia.

## Escolas
- EB1 de Ponte de Vagos nº1- Canto de Baixo.
- EB1 de Ponte de Vagos nº 2- Carvalhais.

## Associações
- IPSS - Betel Ponte de Vagos
- Grupo Coral de Ponte de Vagos
- Rancho Folclórico Luz e Vida
- Cooperadores Salesianos
- Corpo Nacional de Escutas Agrupamento 851-Ponte de Vagos
- Comissão S. Vicente de Paulo
- Associação de Pais e Encarregados de Educação das E.B. de Ponte de Vagos
- Grupo de Jovens "Sorrisos de Deus"